# Cacia obsessa
Cacia obsessa là một loài bọ cánh cứng trong họ Cerambycidae.